# Prath
Prath település Németországban, Rajna-vidék-Pfalz tartományban. Lakosainak száma 299 fő (2023. december 31.).

## Népesség
A település népességének változása:
| Lakosok száma | 304  | 289  | 294  | 290  | 291  | 299  |
|               | 1975 | 2017 | 2019 | 2021 | 2022 | 2023 |